# Al-Sharjah Sports Club (pallamano)
L'Al-Sharjah Sports Club (in arabo نادي الشارقة‎?) è una squadra di pallamano degli Emirati Arabi Uniti, con sede nella città di Sharja (capitale dell'omonimo emirato), facente parte della società polisportiva dello Sharjah Football Club. La squadra compete nel massimo campionato nazionale, la UAE Handball League.

## Storia
La squadra di pallamano dello Sharjah, sezione di una delle società polisportive più antiche e prestigiose degli Emirati Arabi Uniti, lo Sharjah Football Club, è la squadra più vittoria e di prestigio della nazione in questo sport. L'Al-Sharjah Sports Club, fondato nel 1966, ha partecipato nella UAE Handball League fin dalla sua prima edizione nel 1976. Fin dal debutto, la squadra si è distinta conquistando il titolo inaugurale e aprendo la strada a una storia ricca di successi.
Lo Sharjah è la squadra più titolata della UAE Handball League, avendo vinto il campionato nazionale ben 18 volte. Dopo un inizio già promettente, il club ha costruito una vera e propria dinastia, consolidata negli ultimi anni con una striscia di otto titoli consecutivi a partire dalla stagione 2016-2017 fino alla stagione 2023-2024.
I trionfi in campo nazionale per lo Sharjah non si limitano al campionato: la squadra ha trionfato anche per 10 volte nella UAE President's Handball Cup, la principale coppa nazionale, oltre ad aver vinto anche 7 UAE Handball Cup e per 6 volte consecutive anche la UAE Handball Super Cup.
Lo Sharjah non si è limitato ai confini nazionali, ma ha spesso rappresentato gli Emirati Arabi Uniti a livello internazionale, partecipando a diverse edizioni dell'Asian Club League Handball Championship, il massimo torneo continentale per i club. Il club ha ottenuto due medaglie di bronzo consecutive in questa competizione, nell'edizione 2018 ed in quella 2019, a conferma della sua competitività anche contro le migliori squadre asiatiche.
Tuttavia, il momento più glorioso della sua storia internazionale è arrivato a novembre del 2024 quando la squadra, guidata in panchina dall'egiziano Mohamed Samir Kishk, ex giocatore della squadra tra 2006 e 2010, ha conquistato la vittoria nell'edizione 2025 della Asian Club League Handball Championship dopo aver sconfitto in finale il club dell'Arabia Saudita del Khaleej Club per 27-26. Questo trionfo non solo ha portato il club sul tetto d'Asia, ma ha anche segnato una pietra miliare per la pallamano degli Emirati Arabi Uniti, visto che lo Sharjah con questa vittoria è diventata la prima squadra della nazione a riuscire a vincere la competizione.

## Palmarès

### Titoli Nazionali
- UAE Handball League

Vincitore (19) : 1976–77, 1977–78, 1979–80, 1991–92, 1992–93, 1994–95, 1998–99, 1999–2000, 2001–02, 2005–06, 2016–17, 2017–18, 2018–19, 2019–20, 2020–21, 2021–22, 2022–23, 2023–24, 2024–25
- UAE President's Handball Cup

Vincitore (10) : 1980-81, 1985-86, 1991-92, 1995-96, 2007-08, 2008-09, 2018-2019, 2019-20, 2020-21, 2021-22
- UAE Handball Cup

Vincitore (7) : ...,2021, 2022, 2023, 2024
- UAE Handball Super Cup

Vincitore (6) : 2017, 2018, 2019, 2021, 2022, 2023

### Titoli Internazionali
- AHF Club League Championship

Vincitore (1) : 2025

## Organico attuale
Roster per la AHF Club League Championship 2025
| N° | Naz.                           | Ruolo | Sportivo          | Anno |  |  |
| -- | ------------------------------ | ----- | ----------------- | ---- |  |  |
| 12 | Emirati Arabi Uniti (bandiera) | P     | Mohammad Al Taher | 1987 |  |  |
| 16 | Qatar (bandiera)               | P     | Irhad Alihodžić   | 1986 |  |  |
| 2  | Emirati Arabi Uniti (bandiera) | PV    | Feras Al Blooshi  | 1990 |  |  |
| 6  | Emirati Arabi Uniti (bandiera) | A     | Ahmed Al Mheiri   | 1988 |  |  |
| 7  | Emirati Arabi Uniti (bandiera) | PV    | Ibrahim Al-Ali    | 1990 |  |  |
| 11 | Emirati Arabi Uniti (bandiera) | A     | Tariq Al Maazmi   | 1995 |  |  |
| 19 | Tunisia (bandiera)             | C     | Mosbah Sanaï      | 1991 |  |  |
| 22 | Emirati Arabi Uniti (bandiera) | T     | Saeed Al-Ali      | 2003 |  |  |
| 23 | Emirati Arabi Uniti (bandiera) | T     | Saif Al Ansaaari  | 2001 |  |  |
| 26 | Emirati Arabi Uniti (bandiera) | A     | Dahi Al Yassi     | 1995 |  |  |
| 27 | Qatar (bandiera)               | T     | Žarko Marković    | 1986 |  |  |
| 28 | Emirati Arabi Uniti (bandiera) | A     | Mubar Al Dhanhani | 2001 |  |  |
| 33 | Emirati Arabi Uniti (bandiera) | T     | Ahmed Al Dhanhani | 1997 |  |  |
| 39 | Tunisia (bandiera)             | C     | Rayen Zariat      | 1999 |  |  |
| 87 | Emirati Arabi Uniti (bandiera) | A     | Ahmed Al Hosani   | 1988 |  |  |
| 99 | Emirati Arabi Uniti (bandiera) | C     | Hamad Abdulqadir  | 1994 |  |  |